# فرپاد (پهپاد)
پهپاد فرپاد پهپادی ایرانی است که توسط سازمان جهاد خودکفایی نیروی زمینی ارتش جمهوری اسلامی ایران طراحی و ساخته شده‌است و دارای بُردی برابر با ۲۰ کیلومتر است که قادر به مداومت پروازی برای مدت چهل و پنج دقیقه می‌باشد. از دیگر مشخصات این پهپاد، وزن چهار کیلویی آن است که با هدف انجام ماموریتهای شناسایی ساخته شده‌است و انتقال اطلاعات آن به‌صورت برخط-ذخیره (داده‌ها) می‌باشد.
پهپاد فرپاد که در منطقه عمومی رزمایش نزاجا از آن رونمایی گردید، دارای وضعیت پرتاب «دست-پرتاب» است، و در شرایط ایجاد جیمینگ (توسط دشمن)، به‌طور خودکار توسط خلبان خودکارِ خود بسوی پایگاه مبدأ برمی‌گردد. بنابر گزارش باشگاه خبرنگاران جوان، این هواپیما بدون سرنشین جزو پهپادهای دست-پرتاپِ برترِ دنیا می‌باشد که رونمایی از آن در تاریخ یازدهم مهرماه سال ۱۳۹۸ با حضور فرمانده نیروی زمینی ارتش کیومرث حیدری و محمدحسین دادرس جانشین فرمانده کل ارتش انجام گردید.